# Rheinische Landesklinik (Rheydt)

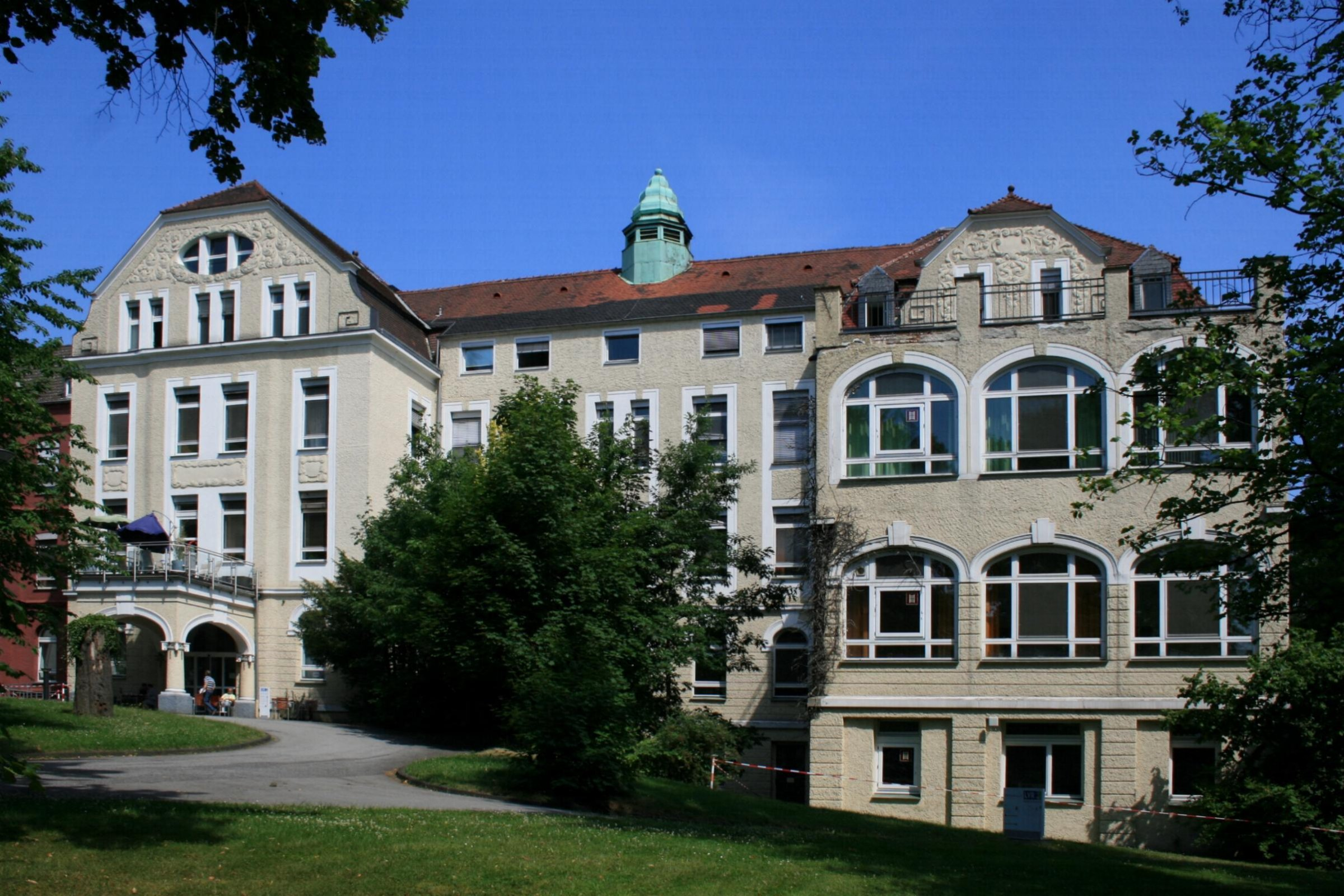
Rheinische Landesklinik (2010)

Die Rheinische Landesklinik steht im Stadtteil Rheydt in Mönchengladbach. Sie ist in den Gebäuden des früheren Rheydter Krankenhauses an der Heinrich-Pesch-Straße 41 untergebracht.

## Lage
Die Lage des Objekts in einem parkartigen Garten mit altem Baumbestand zeichnet sich dadurch aus, dass in der Umgebung die Errichtung von Fabriken und gewerblichen Anlagen verboten bzw. eingeschränkt war. Die direkte Anbindung an das Stadtzentrum war über die Hohlstraße gesichert. Erst nach der Jahrhundertwende wurden im Umfeld des Krankenhauses einige Neubauten errichtet.

## Geschichte
Das Gebäude wurde 1884/85 erbaut.
Es wurde unter Nr. H 050.2  am 30. August 1988 in die Denkmalliste der Stadt Mönchengladbach eingetragen.

## Architektur
Der Gebäudekomplex wurde in mehreren Bauabschnitten errichtet. Zum ältesten Bestand gehört ein in den Jahren 1884/85 und in einer für den damaligen Krankenhausbau typischen Backsteinarchitektur ausgeführtes, dreigeschossiges Gebäude zu neun Achsen. Es besteht aus einem west-ost-orientierten Langbau mit senkrecht dazu in den mittleren drei Achsen angeordneten Querbau. Axiale Betonung der Südfront durch Risalit unter Dreiecksgiebel.
Aufgrund der für den Ort ungewöhnlich qualitätsvollen und seltenen Krankenhausarchitektur in einer prädestinierten Baulage ist das Objekt aus architektur-, orts- und sozialgeschichtlichen Gründen unbedingt erhaltenswert.